# Aeropuerto Regional de Concord-Padgett
El Aeropuerto Regional de Concord-Padgett (del inglés: Concord-Padgett Regional Airport) (IATA: USA, OACI: KJQF, FAA LID: JQF) es un aeropuerto de uso público propiedad de la ciudad ubicado a 13 kilómetros (7 millas náuticas) al oeste del distrito comercial central de Concord, una ciudad en el Condado de Cabarrus, Carolina del Norte, Estados Unidos y que de acuerdo con el Plan Nacional de Sistemas Aeroportuarios Integrados de la FAA para 2009-2013, está clasificado como un aeropuerto alternativo al Aeropuerto Internacional de Charlotte-Douglas.
En abril de 2018, se cambió el nombre del aeropuerto en honor al antiguo alcalde de Concord, Scott Padgett. El 18 de noviembre de 2019 se llevó a cabo una ceremonia oficial por el 25 aniversario del aeropuerto.

## Instalaciones y aeronaves
El Aeropuerto Regional Concord-Padgett cubre un área de 750 acres (300 ha) a una altitud de 705 pies (215 m) sobre el nivel medio del mar. Tiene una pista designada 2/20 con una superficie de asfalto que mide 7406 por 100 pies (2256 x 30 m).
Para el período de 12 meses finalizado el 30 de junio de 2020, el aeropuerto tuvo 73,135 operaciones de aeronaves, un promedio de 200 por día. En ese momento había 226 aeronaves con base en este aeropuerto: 158 monomotores, 29 multimotores, 32 jets y 7 helicópteros.
Desde la expansión de la pista del aeropuerto para acomodar aviones comerciales medianos a principios de la década de 2000, el aeropuerto ha sido bastante popular entre los equipos locales de NASCAR. Los equipos alquilan vuelos chárter hacia Concord-Padgett en lugar de ir a Charlotte Douglas debido a su asequibilidad y proximidad a su sede. Debido a los múltiples equipos de carrera que basan las flotas de aviones en JQF y su proximidad al Charlotte Motor Speedway, a veces se hace referencia al aeropuerto como el "Aeropuerto de NASCAR".

## Aerolíneas y destinos

### Pasajeros
| Aerolíneas     | Destinos |
| -------------- | --- |
| Allegiant Air  | Fort Lauderdale, Orlando/Sanford, Punta Gorda (FL), San Petersburgo/Clearwater |
| Avelo Airlines | Albany (reinicia el 23 de octubre de 2025), Mánchester (NH), New Haven, Rochester (NY), San Juan (inicia el 22 de octubre de 2025), West Palm Beach (inicia el 23 de octubre de 2025) Estacional: Lakeland (reinicia el 21 de noviembre de 2025), Long Island/Islip |

### Destinos internacionales
Se ofrece servicio a 1 destino internacional, a cargo de 1 aerolínea.
| Ciudad                                | Nombre del aeropuerto                     | Aerolíneas                                       |           |           |           |
| El Caribe                             | El Caribe                                 | El Caribe                                        | El Caribe | El Caribe | El Caribe |
| ------------------------------------- | ----------------------------------------- | ------------------------------------------------ | --------- | --------- | --------- |
| Puerto Rico (1 destino, 1 aerolínea)  |                                           |                                                  |           |           |           |
| San Juan                              | Aeropuerto Internacional Luis Muñoz Marín | Avelo Airlines (inicia el 22 de octubre de 2025) |           |           |           |
| Total: 1 destino, 1 país, 1 aerolínea |                                           |                                                  |           |           |           |